# Apache (bandemedlem)
 Denne artikel omhandler parisiske bander i begyndelsen af 1900-tallet. Opslagsordet har også en anden betydning, se Apache (flertydig).
Les apaches var medlemmer af en parisisk kriminel subkultur omkring år 1900. De fik dette navn, da de hævdedes at være lige så rå og blodtørstige som man på det tidspunkt anså apacheindianerne for.
Apachernes var særligt forbundet med området Montmartre i Paris.
I apachernes storhedstid var der i det bedre borgerskab en udbredt frygt for at blive overfaldet af apacher. Nogle bander benyttede Apache-pistolen, der kombinerede pistol, knojern og foldekniv i ét våben. 
Apacherne udviklede også en samling halv-standardiserede "tricks" til brug ved overfald og nærkamp. Den mest kendte var nok coup du père François, en taktik, hvor flere bandemedlemmer fulgte efter et offer, hvorpå ofret blev garrotteret bagfra af én apache, mens en anden gennemsøgte hans lommer og en tredje holdt udkig.
Dele af apache-stilen er siden indgået i populærkulturen, såsom apachedansen og apacheskjorten. 
Den berømte franske stumfilm Les Vampires fra 1915 omhandler en apache-bande ved navn "Vampyrerne". Danske filmproducenter indspillede omkring 1910 også flere film om "apacher", herunder Apachepigens Hævn, Apache Dans (begge 1909) og Blandt københavnske Apacher (1911).